# Hörnlehütte
Die Hörnlehütte, auch Hörndlhütte oder Hörndlehütte, ist eine Berghütte der Sektion Starnberg des Deutschen Alpenvereins auf 1390 m ü. NHN Höhe in den Ammergauer Alpen. Sie befindet sich bei Bad Kohlgrub im Landkreis Garmisch-Partenkirchen auf der Nordwestseite des Hörnles und gehört zu den wenigen ganzjährig (außer März und November) bewirtschafteten Alpenvereinshütten. 

## Geschichte
Die Hütte wurde 1911 von der Sektion Starnberg des Deutschen und Österreichischen Alpenvereins (DuÖAV) erbaut. Sie befindet sich bei Bad Kohlgrub im Landkreis Garmisch-Partenkirchen auf der Nordwestseite des Hörnles und gehört zu den wenigen ganzjährig (außer März und November) bewirtschafteten Alpenvereinshütten. Im Jahr 1959 erfolgte ein Umbau bzw. Erweiterung durch die Sektion Starnberg des Deutschen Alpenvereins (DAV). Seitdem bietet die Hütte 24 Schlafplätze. Im Jahr 2004 wurde die Hörnlehütte letztmals umfassend renoviert. Zum 18. März 2024 wurde die Hütte aus Brandschützgründen geschlossen. Die Sektion Starnberg beschloss bei ihrer Jahresversammlung im April eine Generalsanierung bis Ende Juni. Dabei sollen 13 weitere Betten, Wirtschaftszimmer und eine Toilettenanlage entstehen. Dadurch entstehen Kosten in Höhe von 320.000 Euro.
Seit dem 17. Mai 2024 ist die Hörnlehütte mit neuen Pächtern wieder geöffnet.

## Gipfel
- Hinteres Hörnle (1548 m), erreichbar von der Hütte in etwa 1 Stunde auf einem leichten Bergwanderweg
- Mittleres Hörnle (1496 m), erreichbar von der Hütte in etwa ½ Stunde auf einem leichten, teilweise steilen Bergwanderweg
- Vorderes Hörnle (1484 m), erreichbar von der Hütte in etwa ½ Stunde auf einem leichten, teilweise steilen Bergwanderweg

## Zustiege
- Auf das Hörnle führt von Bad Kohlgrub aus die Hörnlebahn. Die 1954 erbaute Bahn ist die weltweit einzige fixe Doppelsesselbahn mit schwenkbaren Sesseln.[4] Die Hütte ist etwa 5 Minuten von der Bergstation entfernt. Die Fahrzeit beträgt ca. 15 Minuten. Nächstgelegener Bahnhof zur Talstation der Sesselbahn ist Bad Kohlgrub Kurhaus, etwa 900 m entfernt, der Bahnstrecke Murnau–Oberammergau.
- Von Bad Kohlgrub (Parkplatz Talstation Hörnlebahn) auf dem ausgeschilderten Hörnle-Sommerweg (1½ Stunden).
- Von Unterammergau ebenfalls vom Parkplatz auf dem ausgeschilderten Weg (auch Europäischer Fernwanderweg E4) über die Aiblehütte (1293 m) auf dem Kamm zur Hörnlehütte (2½ Stunden).
- Von Grafenaschau-Parkplatz den Maximiliansweg E4 über das hintere Hörnle zur Hütte (3 Stunden).

Alle Wege sind leichte, gut ausgeschilderte Bergwanderwege.